# Озеров, Николай Николаевич (певец)
Никола́й Никола́евич О́зеров (3 [15] апреля 1887, Рязань — 4 декабря 1953, Москва, РСФСР, СССР) — русский и советский певец (тенор) и педагог. Народный артист РСФСР (02.06.1937). Отец спортивного комментатора, народного артиста РСФСР Николая Озерова и кинорежиссёра, народного артиста СССР Юрия Озерова.

## Биография
Родился 3 (15) апреля 1887 года в селе Спас-Утешенье Затишьевской волости Рязанского уезда (ныне Рязанский район Рязанской области) в семье священника. Был правнуком известного духовного композитора XIX века — Михаила Александровича Виноградова.
С восьми лет обучался музыкальной грамоте под руководством отца. Учился в Рязанском духовном училище, с 14 лет — в рязанской семинарии, где пел в хоре и играл на скрипке в семинарском, а позднее в местном любительском оркестре.
В 1905—1907 годах учился на медицинском, затем юридическом факультетах Казанского университета и одновременно обучался пению в местном музыкальном училище. В январе 1907 года приглашён Ю. Закржевским в оперный кружок на вторые партии. В том же году перевёлся на юридический факультет Московского университета, одновременно стал брать уроки пения у А. М. Успенского (до 1910), затем у Г. А. Алчевского; посещал оперно-музыкальные классы Русского музыкального общества (1909—1913). Окончив университет в 1910 году, поступил на службу в Судебную палату.
В 1912 году впервые выступил с сольным концертом в Малом зале Московской консерватории. В том же году дебютировал в партиях Германа («Пиковая дама» П. Чайковского) и Синодала («Демон» А. Рубинштейна) в передвижной оперной труппе. В 1914—1917 годах жил во Владимире, где служил судьей. В 1917 году выступал в основанном режиссёром П. Олениным московском оперном театре «Алтар», где дебютировал в партии Рудольфа («Богема» Дж. Пуччини). В 1918 году пел в театре Московского Совета рабочих и крестьянских депутатов (бывшая Опера С. И. Зимина), в 1919 году — в театре Художественно-просветительского союза рабочих организаций (ХПСРО). В 1920 году по приглашению Фёдора Шаляпина принял участие в постановке «Севильского цирюльника» в «Зеркальном театре» сада «Эрмитаж» (Москва). В этот период готовил партии Альмавивы («Севильский цирюльник» Дж. Россини), Канио («Паяцы» Р. Леонкавалло), Гофмана («Сказки Гофмана») под руководством режиссёра Ф. Ф. Комиссаржевского и вокального педагога В. Бернарди. До 1924 года выступал в спектаклях «Музыкальной студии» при МХАТ (в частности, партия Анж Питу в оперетте «Дочь мадам Анго» Ш. Лекока), где работал под руководством В. И. Немировича-Данченко.
С 1919 по 1946 годы был солистом московского Большого театра (дебютировал в партиях Альмавивы и Германа, в последней заменил заболевшего А. Боначича). Репертуар певца включал 39 партий (в том числе лирические и драматические). Часто выступал с сольными программами в Большом зале Московской консерватории, в симфонических концертах. Камерный репертуар певца включал произведения К. В. Глюка, Г. Ф. Генделя, Ф. Шуберта, Р. Шумана, М. Глинки, А. Бородина, Н. Римского-Корсакова, П. Чайковского, С. Рахманинова, С. Василенко, Ю. Шапорина, А. Давиденко. Гастролировал с концертами в Ленинграде, Казани, Тамбове, Туле, Орле, Харькове, Тбилиси, в Латвии (1929).
С 1931 года вёл педагогическую деятельность в Большом театре — с 1935 года возглавлял Оперную студию, среди его учеников — С. Лемешев). В 1947—1953 годы преподавал в Московской консерватории: с 1948 года — профессор, в 1949—1952 годы — декан вокального факультета, в 1950—1952 годах исполнял обязанности зав. кафедрой сольного пения). Среди его учеников — Вл. Попов, Леонид Ковлер.
Награждён двумя орденами Трудового Красного Знамени (02.06.1937 — за выдающиеся заслуги в деле развития оперного и балетного искусства; 27.05.1951).
Автор статей по вопросам вокального искусства, воспоминаний о Ф. И. Шаляпине.
Умер 4 декабря 1953 года. Похоронен на Введенском кладбище (13 уч.).

## Творчество

### Лучшие партии
- Герман («Пиковая дама»; выступил свыше 450 раз)
- Садко («Садко»)
- Гришка Кутерьма («Сказание о невидимом граде Китеже и деве Февронии»)
- Самозванец («Борис Годунов»)
- Голицын («Хованщина»)
- Фауст («Фауст»)
- Отелло («Отелло» Дж. Верди)
- Герцог Мантуанский («Риголетто»)
- Радамес («Аида»)
- Рауль
- Самсон
- Канио («Паяцы»)
- Дон Хозе («Кармен»)
- Рудольф («Богема»)
- Вальтер фон Штольцинг («Нюрнбергские мейстерзингеры»)

### Другие партии
- Финн («Руслан и Людмила»)
- Дон Жуан («Каменный гость»)
- Левко («Майская ночь»)
- Кузнец Вакула («Ночь перед Рождеством»)
- Боярин Лыков («Царская невеста»)
- Андрей («Мазепа» П. Чайковского)
- Арлекин
- Вертер («Вертер»)
- Пинкертон («Мадам Баттерфляй»)
- Кавалер де Грие («Манон»)
- Лоэнгрин («Лоэнгрин»)
- Зигмунд («Валькирия»).